# Përrallë
„Përrallë” (în română: basm) este o melodie a Enedei Tarifa. Acest cântec va reprezenta Albania în cadrul Concursului Muzical Eurovision 2016.